# نیجیرو موراکامی
نیجیرو موراکامی (村上 虹郎 Murakami Nijirō, زادهٔ ۱۷ مارس ۱۹۹۷) بازیگر ژاپنی است. او بیشتر به خاطر نقش اصلی در فیلم هنوز آب (۲۰۱۴)، ایفای نقش‌های جینتا یادومی در آنوهانا: گلی که آن روز دیدیم و شونتارو چیشیا در مجموعه اصلی نتفلیکس، آلیس در سرزمین مرزی شناخته می‌شود.

## زندگی و حرفه
موراکامی زادهٔ ۱۷ مارس ۱۹۹۷ در توکیو، ژاپن است. او تنها پسر بازیگر جون موراکامی و خواننده یوآ است.

## فیلم‌شناسی

### تلویزیون
| سال        | عنوان                         | نقش                   | شبکه              | توضیحات                  | منابع |
| ---------- | ----------------------------- | --------------------- | ----------------- | ------------------------ | ----- |
| ۲۰۱۵       | تن‌شی نو نایی‌فو                | جون مارویاما          | WOWOW             |                          | [ ۳ ] |
| ۲۰۱۵       | آنوهانا: گلی که آن روز دیدیم  | جینتا «جینتان» یادومی | فوجی تی‌وی         | نقش اصلی؛ فیلم تلویزیونی | [ ۳ ] |
| ۲۰۱۶       | اوتسوکوشیکی میتسو نو اوسو     | شوگو تاچیکی           | فوجی تی‌وی         | قسمت ۲                   | [ ۳ ] |
| ۲۰۱۶       | شیبویا ره‌ای-چومه              | اوگیتو                | فوجی تی‌وی، اف‌اودی |                          | [ ۳ ] |
| ۲۰۱۶       | زندگی گیاه‌شناسی ایوان ۳       | که‌نی‌ایچی هیراگی       | ان‌اچ‌کی بی‌اس-پی    | قسمت ۴                   | [ ۳ ] |
| ۲۰۱۶       | رویاهای برنجی                 | هیروتو آئوشیما        | تی‌بی‌اس            |                          | [ ۳ ] |
| ۲۰۱۶       | کلد کیس: شینجیتسو نو توبیرا   | ریو دوگوچی            | WOWOW             | قسمت ۵                   | [ ۳ ] |
| ۲۰۱۷       | دد استاک                      | ریکو تسونه‌تا          | تی‌وی توکیو        | نقش اصلی                 | [ ۳ ] |
| ۲۰۱۷       | اینویاشیکی                    | هیرو شیشیگامی         | فوجی تی‌وی         |                          | [ ۳ ] |
| ۲۰۱۸       | بلک کمپانی                    | ریو ایچی کوتاتا       | فوجی تی‌وی تو      |                          | [ ۳ ] |
| ۲۰۱۸       | در این گوشه دنیا              | تتسو میزوهارو         | تی‌بی‌اس            |                          | [ ۳ ] |
| ۲۰۱۹       | بینولیان: او واری نا کیتابیجی | تاکومی واتانابه       | فوجی تی‌وی         | فیلم تلویزیونی           | [ ۳ ] |
| ۲۰۲۰       | میو ۴۰۴                       | یوشیتاکا کویاکا       | تی‌بی‌اس            | قسمت ۶                   | [ ۳ ] |
| ۲۰۲۰–اکنون | آلیس در سرزمین مرزی           | شونتارو چیشیا         | نتفلیکس           | ۲ فصل                    | [ ۳ ] |
| ۲۰۲۱–۲۲    | Come Come Everybody           | ایسامو کیجیما         | ان‌اچ‌کی            | آسادورا                  | [ ۵ ] |
| ۲۰۲۲       | 10 Count to the Future        | موموسوکه سایی‌جو       | تی‌وی آساهی        |                          | [ ۶ ] |
| ۲۰۲۲       | جادوی ممنوعه                  | شینگو کوشیبا          | فوجی تی‌وی         | فیلم تلویزیونی           | [ ۷ ] |